# Уплыть за закат
«Уплыть за закат: Жизнь и любови Морин Джонсон (мемуары одной беспутной леди)» (англ. To Sail Beyond the Sunset: The Life and Loves of Maureen Johnson) — фантастический роман Роберта Хайнлайна 1987 года, последнее произведение писателя, опубликованное при жизни. Относится к циклу «Мир как миф», в романе последовательно сведены и увязаны воедино сюжетные линии всех ранее написанных произведений Хайнлайна, он завершается комментарием с перечислением основных линий и романов, в которых действуют главные герои. В 1989 году «Уплыть за закат» номинировался на премию «Прометей».

## Содержание
Роман обладает сложным сюжетом, в котором задействованы персонажи и коллизии всех ранее созданных произведений Хайнлайна, представленные как пучок взаимосвязанных параллелей времени, каждая из которых занимает своё место в «Истории Будущего». Название отсылает к следующим строкам «Улисса» Альфреда Теннисона

Мой умысел — к закату парус править,

За грань его, и, прежде чем умру,

Быть там, где тонут западные звезды.— пер. К. Бальмонта
Связующая сюжетная конструкция — мемуары Морин Джонсон Смит, матери Лазаруса Лонга (впоследствии — его любовница и жена в полиаморной семье). Начальные годы жизни Морин описаны как продолжение финальной части романа «Достаточно времени для любви» и одновременно как приквел к роману «Дети Мафусаила»: она родилась в 1882 году в результате селекционного брака, спонсированного Фондом Говарда, и сама должна выйти замуж за говардианца. В США она прожила до клинической смерти в 1982 году, а в 1917 году познакомилась с сержантом Тедом Бронсоном, не подозревая, что это её сын Лазарус Лонг, которому к тому времени исполнилось более 2000 лет. Изложение перемежается с точкой зрения Лазаруса, который был участником космической программы Гарримана («Человек, который продал Луну»), и т. д. В финале собираются все члены семейства Смитов-Джонсонов, включая отца Морин. Завершается повествование фразой: «И жили мы долго и счастливо».